# Hans Anton Beyer
Hans Anton Beyer (* 23. August 1889 in Bergen; † 15. Mai 1965 in Mo i Rana) war ein norwegischer Turner.

## Erfolge
Hans Anton Beyer, der für den Verein Bergens TF turnte, nahm 1912 an den Olympischen Spielen in Stockholm teil. Bei diesen gehörte er zur norwegischen Turnriege im Wettbewerb, der nach dem sogenannten freien System ausgetragen wurde. Dabei traten insgesamt fünf Mannschaften an, die aus 16 bis 40 Turnern bestehen und während des einstündigen Wettkampfs gleichzeitig antreten mussten. Es wurden die Ausführungen der geturnten Übungen an den Geräten bewertet, aber auch der Einmarsch zu Beginn und der Ausmarsch am Ende. Das Gesamtergebnis war ein Durchschnittswert der fünf Kampfrichterwertungen. Neben den Norwegern traten auch Turnriegen aus Finnland, Dänemark, dem Deutschen Reich und Luxemburg an. Mit 114,25 Punkten setzten sich die Norweger gegen ihre Konkurrenten durch: Die Finnen erzielten 109,25 Punkte und belegten damit vor den drittplatzierten Dänen mit 106,25 Punkten den zweiten Platz.
Beyer gewann zusammen mit Isak Abrahamsen, Hartmann Bjørnsen, Alfred Engelsen, Bjarne Johnsen, Sigurd Jørgensen, Knud Leonard Knudsen, Alf Lie, Rolf Lie, Tor Lund, Petter Martinsen, Per Mathiesen, Jacob Opdahl, Nils Opdahl, Bjarne Pettersen, Frithjof Sælen, Øistein Schirmer, Georg Selenius, Sigvard Sivertsen, Robert Sjursen, Einar Strøm, Gabriel Thorstensen, Thomas Thorstensen und Nils Voss die Goldmedaille und wurde somit Olympiasieger.